# 光学顕微鏡

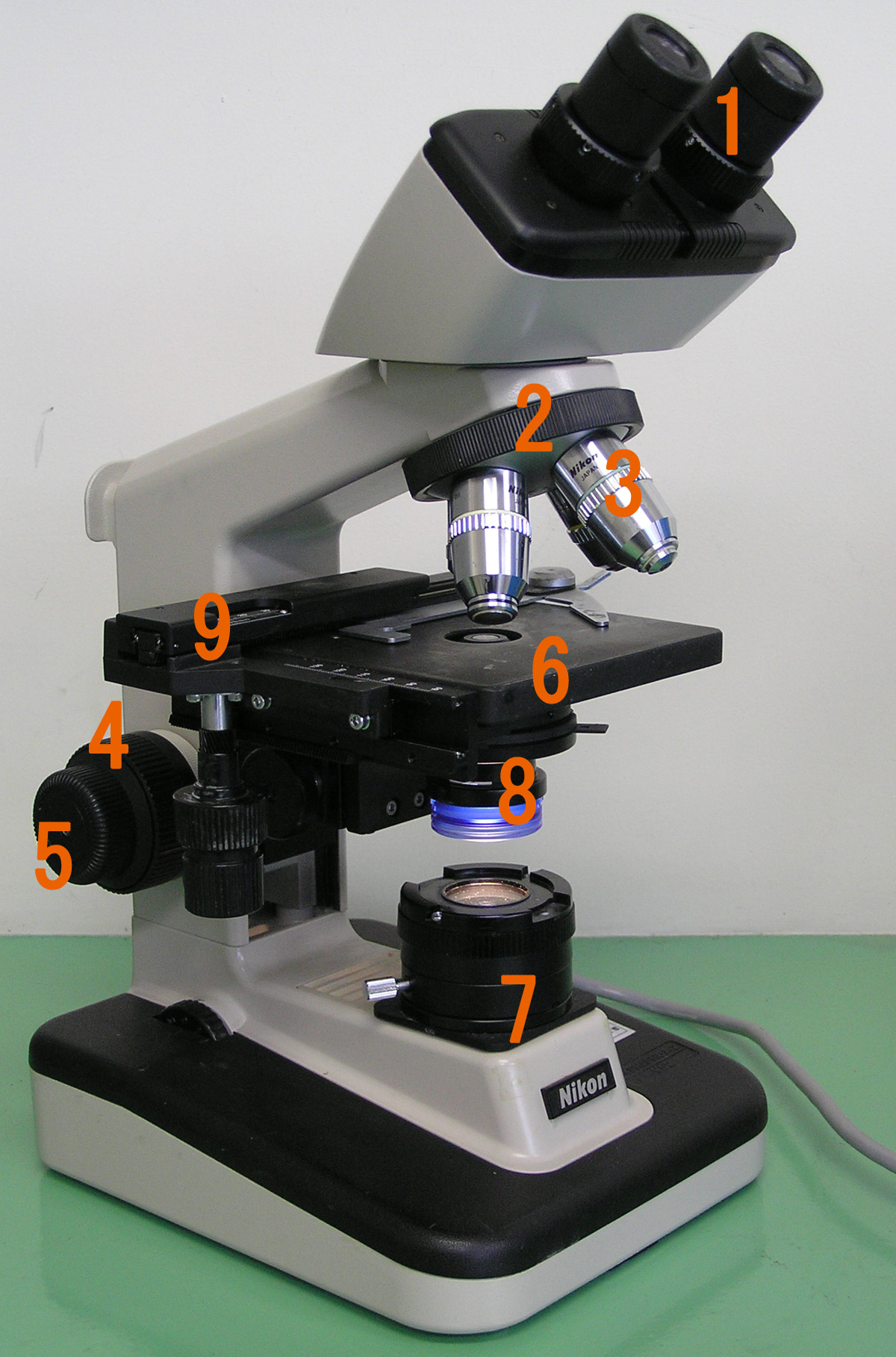
研究・実習用光学顕微鏡の例 1：接眼レンズ、2：レボルバ、3：対物レンズ、4：粗動ハンドル、5：微動ハンドル、6：ステージ、7：鏡、8:コンデンサ、9:プレパラート微動装置

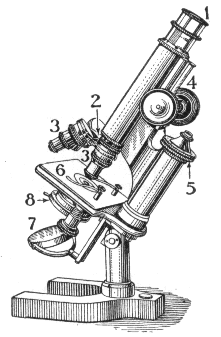
1900年代初頭に用いられていた顕微鏡の模式図 1：接眼レンズ、2：レボルバ、3：対物レンズ、4：粗動ハンドル、5：微動ハンドル、6：ステージ、7：鏡、8：絞り

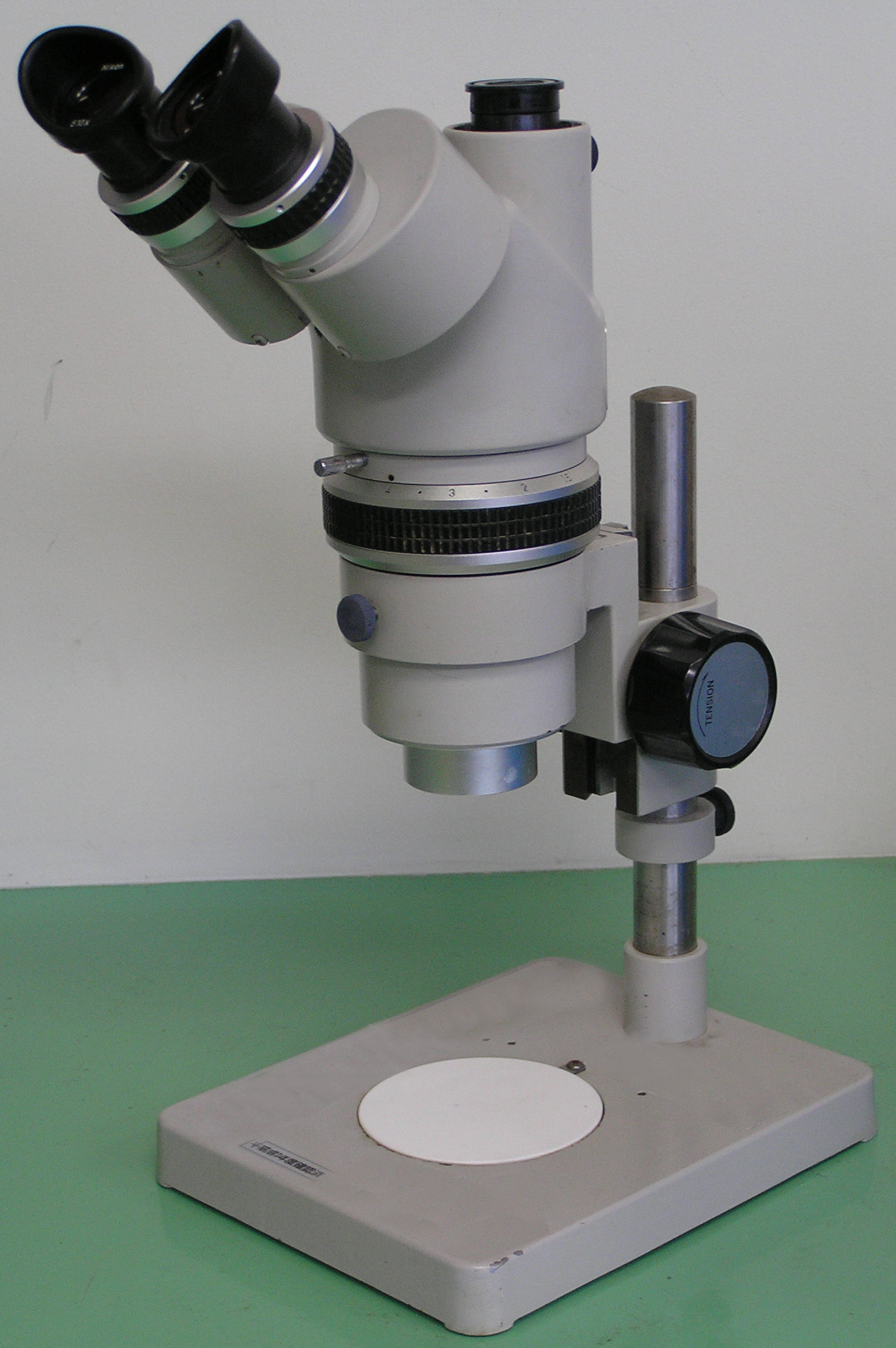
双眼実体顕微鏡
（ズーム機構・写真撮影対応鏡筒つき）

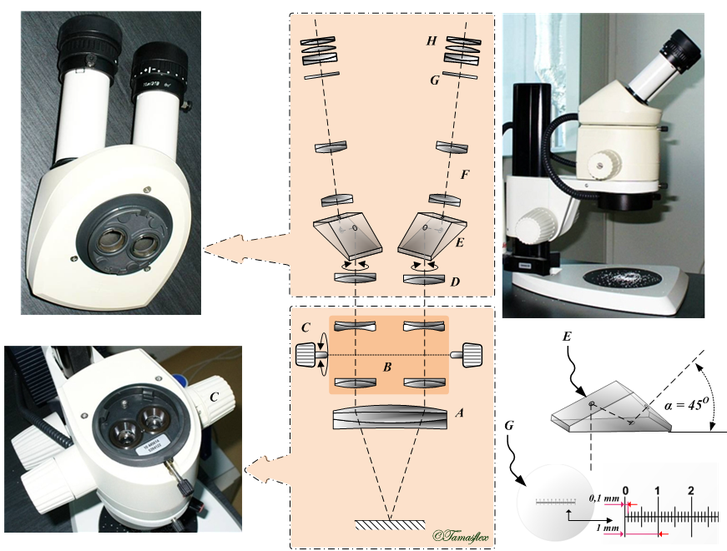
双眼顕微鏡の光学系
A：対物レンズ、B：ガリレオ望遠鏡、C：調整ハンドル、D：内部対物レンズ、E：プリズム、F：リレーレンズ、G：網線、H：接眼レンズ

光学顕微鏡（こうがくけんびきょう）は、可視光線および近傍の波長域の光を利用する、顕微鏡の一種。単に顕微鏡と言う場合、これを指す。

## 概要
光学顕微鏡は、ふつう試料に光を照射して、透過光や反射光あるいは蛍光など試料が発する光をレンズによって結像させて観察する。観察可能な倍率は一般に数十倍から数百倍、最高で2千倍程度。
顕微鏡技術のことを顕微鏡法（microscopy）、検鏡法という。また、試料を顕微鏡で観察できる状態にしたものをプレパラートと呼び、通常はスライドガラスに貼り付けた試料を適当な屈折率の封入剤とともにカバーガラスの下に封じたものを用いる。
顕微鏡の中では最初に開発されたものであり、単一のレンズによる観察法の拡張として開発された。1群のレンズのみで構成された顕微鏡を単式顕微鏡（Simple optical microscope）、2群以上のレンズで構成された顕微鏡を複式顕微鏡（Compound optical microscope）と呼ぶ。前者ではオランダのレーウェンフックが自作の顕微鏡で様々な生物学的発見をしたことで知られる。以下では主として後者の複式顕微鏡について述べる。

## 基本構成
鏡台・鏡柱（ベース・アーム） (Base, Arm or Pillar)
顕微鏡の骨格であり、各要素を正確な位置に支える。
照明装置 (Light Source)
観察のための光を供給する。ランプや反射鏡、コンデンサなど。
ステージ (Stage)
プレパラートを固定する。
対物レンズ (Object Lenses)
プレパラートに面するレンズで、中間実像を結ぶ。
レボルバ (Rotating Nose Piece)
対物レンズを複数取り付けてあり、これを回転させることで使用する対物レンズを切り替えることができる。
鏡筒 (Iris Diaphragm)
対物レンズと接眼レンズとの正確な位置決めを行い光路を確保する。
接眼レンズ (Binocular or Ocular Lens)
対物レンズが結んだ中間実像を拡大し観察できるようにする。
焦準装置 (Light Dimmer)
プレパラートと対物レンズとの距離を変化させピントを合わせる。
顕微鏡の光学系は17世紀に発明されて以来長らく経験と試行錯誤に基づき設計制作されてきたが、19世紀後半に至りカール・ツァイス社のエルンスト・アッベによって理論的基礎が確立された。当時カール・ツァイス社で製作された顕微鏡のスタイルはひとつの標準となり、世界中のメーカーがそれに倣った顕微鏡を製作したほか、その基本的なデザインは21世紀に至っても学習用顕微鏡などに受け継がれている。
俗にカール・ツァイス型とも呼ばれる同社で20世紀初頭に製作していたタイプの顕微鏡では、対物レンズと接眼レンズが鏡筒の上下に一直線に配置されている。観察しやすくするために光学系全体を傾けられるようになっているが、試料を液体で封じた一時プレパラートなどでは傾けることができない場合もある。
現在ではプリズムを用いて光路を屈曲させ、対物レンズは垂直（プレパラートは水平）を保ちつつ接眼レンズは斜めとして観察しやすくしたものが一般的。観察者のさらなる負担軽減のため、対物レンズから入った光をプリズムで分割して左右の接眼レンズに振り分けるタイプが多い。このような顕微鏡は双眼顕微鏡（binocular microscope）と呼ばれることもあるが、業務用途ではむしろ単眼の方が特殊である。撮影装置用の鏡筒をもつ三眼式のものもあり、撮影時には光路を撮影装置側に切り替える。
焦準装置（ピント合わせ機構）は、かつては鏡柱とそこに固定されたステージに対して鏡筒を上下させる構造であったが、屈曲光学系の採用に伴い、鏡筒の方を鏡柱と一体化してステージおよびコンデンサを上下させる構造が一般化した。この構造は光学的付加部品や撮影装置などの取り付けに有利である。
上記の基本構成は有限遠補正光学系と呼ばれ、対物レンズと接眼レンズとの距離が固定されるなど設計の自由度が低く、また光路上に落射照明（後述）のためのハーフミラーなどを挿入すると像に悪影響が出た。これに対し1990年代から普及してきた無限遠補正光学系においては、対物レンズは中間像を結ばず平行光線を射出し、鏡筒内の結像レンズ（チューブレンズ）で中間像を結ぶ。平行光線となっている部分の長さは自由に変更でき、またハーフミラーなどを挿入してもゴーストや収差が発生することがない。なお、有限系と無限系の対物レンズはその機能が全く異なるため、互換性はない。
近年は光学顕微鏡の接眼部にCCDイメージセンサと液晶ディスプレイを設置し、多人数での同時観察やデジタル撮影・録画を可能にした物があり、しばしば「電子顕微鏡」と称している場合があるが、本来の電子顕微鏡とは全くの別物である。

## 可視光線の利点と制約
光学顕微鏡は、観察したい物体の光の透過率など、物体が光に及ぼすさまざまな効果を利用するものである。可視光線を使う利点は、他の電磁波よりも簡素な光源を用いる事ができる点、そして元々可視的である為に、観察者の眼に届く前に可視光へ変換する必要が無く、色の情報が直接得られる点である。
しかし一方で、光学顕微鏡の性能は光の物理的性質の制約を受ける。例えば、光学顕微鏡における分解能の限界は可視光線の波長に因る部分が大きい。このような制約から逃れる為に、より短波長域のX線の透過や反射を利用したX線顕微鏡や、電子線の加速電圧によって分解能が制御できる電子顕微鏡が開発された。また、トンネル効果を用いたトンネル顕微鏡や原子間力を用いた原子間力顕微鏡など、表面物理学を応用した顕微鏡も実用化されている。

## 光学顕微鏡の種類

### （普通の）顕微鏡
金属顕微鏡
金属表面の観察に適した顕微鏡の意で、対物レンズ側から光を試料にあてて反射光で観察する落射照明型顕微鏡のこと。
生物顕微鏡
主に医学・生物学の分野で用いられる顕微鏡の意で、透過観察型顕微鏡（＝明視野顕微鏡）のこと。
明視野顕微鏡
もっとも基本的な光学顕微鏡。試料を均一な入射光で照らした時、試料の各部分において光の吸収率が異なる為に透過光の像にコントラストが付くことを利用する。吸収率の小さい試料ではコントラストが低く明瞭な像が得られない為、染色を施すなどの必要がある。
暗視野顕微鏡
試料へ斜めから光をあてて生じた散乱光や反射光を観察する。この方法では明視野顕微鏡とは逆に、視野の背景が黒く、試料が光って見える。通常の光学顕微鏡に暗視野コンデンサーを挿入するだけでこの方法が実現できる。または位相差顕微鏡を調節することでも暗視野法による観察が可能である。物体表面や内部の微細な構造の観察には不向きであるが、可視光の波長よりも小さな物体の存在を高いコントラストで観察することが可能である。
双眼実体顕微鏡
正立視野が得られる光学系を2組備えた、比較的大きな試料を立体的に観察するタイプの顕微鏡。観察倍率は通常数倍〜数十倍と比較的低い。大型試料の観察や顕微鏡下での作業を考慮し試料と対物レンズとの距離（ワーキングディスタンス）が確保されている（対物レンズの焦点距離が大きい）のも特徴である。製品検査などに利用されることも多い。
倒立顕微鏡
対物レンズが観察対象物の下側に位置する顕微鏡。培養細胞を培養容器ごと観察したり、マイクロマニピュレーションを行ったりするのに利用される。
測定顕微鏡
試料の計測を目的とした顕微鏡。ステージに測定機や測定目盛を持ち、視野にもミクロメーターやテンプレートが表示される。観察倍率の正確性と共に像の歪みを最小限に抑える事が要求される顕微鏡で、主光線がレンズ光軸に対して平行となるテレセントリック光学系を採用する例が多い。
解剖顕微鏡
顕微鏡と呼ばれてはいるが、倍率は数倍程度で、ステージに虫眼鏡を固定したような形態である。

### 位相差顕微鏡
無色透明ではあるが屈折率が異なる部分からなる試料を観察する為の顕微鏡。屈折率が大きな媒質中を通る光は、屈折率が小さい媒質中を通る光よりもその位相が遅れる。この位相差に関わる回折光を利用する顕微鏡である。コンデンサーと対物レンズにより位相のずれた回折光同士を干渉させ、位相差を明暗に変えて観察する。この方法により、ほとんど透明な生物細胞の内部構造を観察することが可能である。位相差コンデンサーと位相差用対物レンズを利用する。1934年オランダのゼルニケ （Frits (Frederik) Zernike）が考案。1953年ノーベル物理学賞受賞。

### 微分干渉顕微鏡
光の偏光性と干渉性を利用して、無色透明な細胞や金属表面の段差などを観察する顕微鏡。偏光素子とウォラストンプリズム（ノマルスキープリズム）によって光線を分離して試料面を通過させ、試料で生じる光路差の微分値を像面でコントラストに変える。試料面での光線の分離量をシアー量といい、分解能やコントラストに影響する。現在の顕微鏡では、スミス・ノマルスキー型という構成が多い。

### 偏光顕微鏡
物体は内部構造や結晶構造によって、光の振動方向を変える偏光性を有する。この偏光性を観察する方法である。光学顕微鏡のコンデンサーの場所にポラライザー（偏光板）を置き、対物レンズの後ろに遅延版とアナライザー（偏光板）を置き、試料の偏光性や複屈折性を明暗や色の違いとして観察する。偏光板の回転に応じて、結晶などは鮮やかな色で観察される。岩石などの結晶や、生物試料に含まれる結晶質の物質（細胞外マトリックスや異常沈着物のそれぞれ一部など）の観察に用いられる。
偏光顕微鏡の欠点であるアナライザーの回転の煩わしさと、得られた画像データの解析処理の複雑さを簡便にするシステムとして、近年 LC-Polscope が発明された。これは電子的に制御できる偏光板と画像解析装置を組み合わせたもので、結晶構造の偏光方向（slow axis orientation）と偏光の強さ（retardation）が一度の観察で得られる。無染色、無侵襲で細胞骨格が観察できるため、人工授精させた家畜の受精卵の選別などに用いられている。

### 蛍光顕微鏡
蛍光顕微鏡とは、試料から発せられる蛍光を観察する顕微鏡のこと。試料の固有の自発蛍光を観察する場合の他、蛍光色素による染色を行った上で観察する場合、あるいは遺伝子組み換えにより蛍光性タンパク質を発現させる場合などがある。
通常の明視野顕微鏡と異なり、蛍光顕微鏡ではある特定の波長の光（励起光）だけを試料に照射する。試料が発する蛍光の波長は励起光のものとは異なるので、フィルタなどで蛍光のみを取り出すことができる。
光源としてよく用いられるのは高圧水銀ランプである。高圧水銀ランプが発する光は、いくつかの特定の波長の光が混ざったものである。これは水銀の放射スペクトルの波長で、254 nm、365 nm（紫外線）、405 nm（青色光）、546 nm（緑色光）などである。この光をフィルタやプリズムによって分割し、目的の波長の光だけを励起光として照射する。
光源の光を顕微鏡の鏡筒の途中（接眼レンズと対物レンズの間）から波長フィルタを兼ねたダイクロックミラー（dichroic mirror）で導入し、対物レンズを通して、試料の中の観察部だけに励起光を当て、同じ対物レンズを用いて蛍光を観察する落射式蛍光顕微鏡が一般的である。通常の明視野顕微鏡に蛍光顕微鏡用のオプション機器を取り付けることで蛍光顕微鏡として使える場合が多い。
得られる像は、暗い視野の中に蛍光を発する部分が光って見えるものであり、通常は迷光を防ぐため暗室で観察するか装置の一部が暗箱になっている。接眼レンズを通しての肉眼観察に加えて、1990年代以降はCCDカメラを用いた観察装置が一般化してきており、肉眼では観察不可能な微弱な蛍光を、冷却CCDなどの高感度CCDカメラを用いて可視化することも行われている。
CCDカメラを撮影に利用することのもう1つの利点は、コンピュータを用いた画像処理が容易になったことである。単に「画像のコントラストの強調が簡単になった」といった利点のみではなく、『複数画像を比較計算することにより、焦点面以外からの光を除く』といった処理も可能になった（Deconvolution）。このような数学的画像処理により共焦点レーザー顕微鏡にせまる空間解像力を得ることも可能になっている。

### 共焦点レーザー顕微鏡
光源としてガスレーザー、半導体レーザー、そして白色光源も光源として用いられる。レーザーを対物レンズから走査し、励起された試料から放出された蛍光（ないしは試料から反射した光）をピンホールを通した後に検出装置を用いて検出、コンピューター上にて画像を再構成する。ピンホールを用いることによって同一焦点（共焦点）面以外からの蛍光をシャットアウトすることができるので、開口数に依存した厚さの光学切片像を得ることができる。たとえばArレーザー（波長488nm）で開口数1.33のレンズを用いたときには厚さ約200nmの光学切片を得ることとなり、透過型電子顕微鏡には大きく劣るものの、従来の光学顕微鏡よりも高い空間解像力を容易に得ることができる。透過型電子顕微鏡の場合と比べて、試料作成が簡単であることも相俟って、1990年代以降、生物学分野にて飛躍的に普及した。欠点は価格が高いことである。
光学系としては、主に生物用に使用される蛍光用共焦点顕微鏡と、主に工業用に使用される反射型の共焦点顕微鏡の2種類がある。生物用は、細胞や組織の研究に、工業用は材料の表面検査や半導体の検査などに用いられている。
走査方式は、試料を固定した状態でレーザーをミラーや回転ディスクにより走査するビーム走査型と、光ビームは固定して試料（スライドガラス）を縦横に走査する試料走査型がある。後者はDNAマイクロアレイの測定などに使用されている。
前項に記述のある、コンピューターを使った画像処理による画質・分解能の向上は、共焦点レーザー顕微鏡でも同様に有効であり、光学限界に迫る、あるいはそれを超える空間解像力を得ることも可能になってきている。

### 全反射照明蛍光顕微鏡
蛍光顕微鏡の照明に全反射を利用する方法。光は屈折率の大きい媒質から屈折率の小さい媒質に、ある角度より大きな角度で入射すると、全反射が起こる。全反射の際には境界面に光のしみ出し（エバネッセント波）がある。プレパラートなどで、屈折率の大きいスライドガラスと、それより小さい水の境界面でもこれらの現象が起こるので、蛍光顕微鏡でガラス面で全反射になるような照明を用いると、ガラス面の近傍の試料のみ選択的に蛍光観察ができる。蛍光検出力は生体1分子をも達成し、一分子細胞生物学に貢献している。1990年代、日本で大きく発展した。

### ラマン顕微鏡
レーザーラマン顕微鏡とも呼ばれる。レーザー光を試料に照射したとき発生するラマン散乱光を検出することで画像を得る。ラマン散乱光の波長（波長シフト量）は、試料に存在する分子、結合、結晶格子等の振動数に依存する物質固有の値である。従って試料のラマン散乱スペクトルから、その試料に含まれる物質を同定し、同時に分布を見ることが可能となる。ラマン散乱光は微弱であり、従来はその検出やイメージングに要する時間が現実的なものではなかったが、光学系の工夫とプロセッサの発達に伴う演算時間の短縮により、顕微鏡への実装が可能となった。共焦点光学系により空間分解能を得るもの、狭帯域干渉フィルタによりラマン散乱光を分離するもの、非線形ラマン効果を利用するものなどがある。物質の同定能力としては質量分析やX線元素分析に及ばないが、未処理の対象を生きたまま観察できる点は、非常に大きなアドバンテージである。

### 非線形光学顕微鏡
非線形光学顕微鏡とは光高調波発生、光混合、光パラメトリック効果、多光子遷移、非線形屈折率変化、電場依存屈折率変化等の非線形光学現象を利用した顕微鏡。

## 光学顕微鏡の使用方法
教育用顕微鏡の場合の例を示す。
1. 顕微鏡を直射日光の当たらない、明るい場所に置く。
2. 粗動ハンドルを回し、レボルバとステージとを遠ざける。
3. レンズをケースから取り出す。対物レンズは取り付け部を上にして収納されているので、逆さに置いてからケース本体を外すようにし、取り付け部からの埃の侵入を防ぐ。
4. 接眼レンズ、対物レンズを、鏡筒内への埃の侵入を防ぐためこの順で取り付ける。レボルバを回転させ、低倍率の対物レンズを選択する。
5. 接眼レンズをのぞきながら反射鏡を動かし、明るさが均一になるようにする。危険なので決して直射日光を用いてはならない。
6. プレパラートをステージの上に置き、観察対象物が対物レンズの真下になるように固定する。
7. 顕微鏡を横から見ながら、粗動ハンドルを動かして対物レンズとプレパラートを近づける。
8. 接眼レンズをのぞきながら、粗動ハンドルで対物レンズをステージから遠ざける方向に動かしてピントを合わせる。このとき、逆に回すとプレパラートと対物レンズが接触して両者を破損する危険がある。
9. 概ねピントが合ったらプレパラートを動かして観察しやすい像を探す。像は上下左右が逆に映っているので動かす方向に注意する。
10. 必要に応じレボルバを回転させ高倍率の対物レンズに変える。通常は同焦点設計になっており対物レンズを変えてもピントがずれないようになっているが、他社製など設計の異なるレンズが混ざっているとうまくいかないこともある。
11. 絞りで照明を、微動ハンドルでピントを調節しつつ観察する。
12. 使用後は埃・汚れを拭き取って収納する。ごく頻繁に使用するのであれば必ずしもレンズを外す必要はないが、通常は取り付け時と逆の順序で取り外し、収納する。万一レンズが汚れていたら説明書に従って清掃する。一般的にはカメラのレンズと同様に埃を払ってからレンズクリーニングペーパーで拭く。皮脂などの汚れには微量のエタノールなどで湿らせて用いる。

- 絞りの使い方：教育用顕微鏡では円板絞りを備えることが多く、ステージの裏側に大小の穴が開いた円板が取り付けてある。これを回転させて使用する穴を選び、照明される範囲と入射光線の角度の範囲を調節する。明るくしようと必要以上に大きな穴を用いて観察領域外を照らしても迷光が増えるなど有害無益である。絞りは像のコントラストや焦点深度（ピントが合う奥行き）にも関係し、小さく絞った方がいずれも大きくなる。ただし小さく絞りすぎると解像度が落ち暗くなってかえって見にくくなる。
- ピント調節：手作業で薄く切った試料や微生物を水で封じたようなプレパラートには厚みがあり、特に高倍率では全体に一時にピントを合わせることはできない。そのため常にピントを調節しながら観察する必要があるが、このようなときは大きく動かすことはないので微動ハンドルを用いる。
- 外部光源の利用：照明装置として反射鏡のみを備える場合、自然光を利用すると室内では特定の方向からしか取り入れられないので、多人数でいる場合など全員が利用できるとは限らない。天候にも左右される。そのため、机上に直管蛍光灯を平らに置く光源装置があり、その前に顕微鏡を並べて利用する。また、鏡の代わりにその固定部に取り付けることのできる簡易な光源もある。